# Лола (команда Формулы-1)
MasterCard Lola — бывшая команда Формулы-1.

## Основание
В течение нескольких лет «Lola» успешно поставляла шасси для команд Формулы-1. В итоге Эрик Бродли решил создать свою команду. В 1995 году был испытан первый образец шасси, а в конце 1996 Бродли объявил о планах участия в Формуле-1. Было запланировано начать выступления в 1998 году. Но под давлением главного спонсора «MasterCard» дебютным сезоном должен был стать 1997.

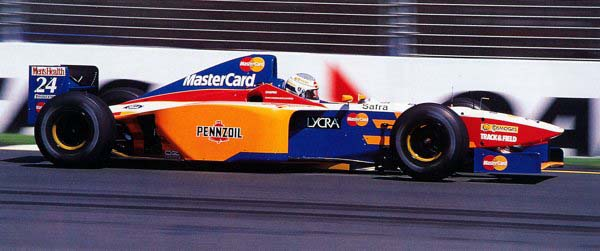
Болид команды

В то время как ещё один дебютант — команда трёхкратного чемпиона мира Джеки Стюарта «Stewart Grand Prix» в конце 1996 года уже имела готовую машину, «Lola» только приступила к её разработке. Через четыре месяца болид был готов. Это было шасси T97/30, построенное с применением технологий IndyCar. Машина даже не успела пройти испытаний в аэродинамической трубе и тестов на трассе. За руль болида посадили Рикардо Россета и Винченцо Соспири. 

Команда «MasterCard Lola» дебютировала на Гран-при Австралии. Но ни один из пилотов даже не смог квалифицироваться.

### Уход из Формулы-1
26 марта в среду перед Гран-при Бразилии, «Lola» объявила о том, что не примет участие в гонке на трассе Интерлагос из-за финансовых и технических проблем. Вскоре после этого команда покинула Формулу-1. За столь короткий срок существования «MasterCard Lola» накопила долгов на сумму £6 миллионов и спустя несколько недель была объявлена банкротом. Тем не менее само производство «Lola» по-прежнему делает шасси для различных гоночных серий.
23 апреля 2009 года «Lola» объявила о своих планах возвращения в Формулу-1 в 2010 году, но они не сбылись.
| Легенда к таблице |                                                                    |
| --- | ------------------------------------------------------------------ |
| В таблице перечислены результаты всех Гран-при Формулы-1, в которых принимала участие команда. Строками таблицы являются сезоны, столбцами — этапы чемпионата мира. В каждой клетке указаны сокращённое название этапа и результаты гонщиков команды, дополнительно обозначенные цветом. Расшифровка обозначений и цветов представлена в нижеследующей таблице. |                                                                    |
| \| Пример \| Описание \| \| ------------ \| ------------------------------------------------------------------ \| \| 1 \| Победитель \| \| 2 \| Второе место \| \| 3 \| Третье место \| \| 5 \| Финишировал, заработав очки \| \| Сход \| Не финишировал, но при этом заработал очки \| \| 12 \| Финишировал, не получив очков \| \| НКЛ \| Финишировал, но не попал в финальную классификацию \| \| 15 \| Участвовал вне зачёта, либо по отдельной классификации \| \| 18 \| Не финишировал, но попал в финальную классификацию \| \| Сход \| Не финишировал \| \| НКВ \| Не прошёл квалификацию \| \| НПКВ \| Не прошёл предквалификацию \| \| ДСК \| Дисквалифицирован \| \| ИСК \| Исключён из протокола соревнований \| \| ТТ \| Заявлен для участия только в тренировках \| \| НС \| Участвовал в квалификации, но не стартовал в гонке \| \| Т \| Травмирован или болен \| \| ОТК \| Отказ от участия \| \| НТР \| Прибыл на соревнования, но на трассу не выезжал \| \| НПР \| Был заявлен в числе участников, но не прибыл к началу соревнований \| \| О \| Соревнования отменены \| \| \| Не участвовал \| \| Поул-позиция \| \| \| Быстрый круг \| \| |                                                                    |
| Пример | Описание                                                           |
| 1 | Победитель                                                         |
| 2 | Второе место                                                       |
| 3 | Третье место                                                       |
| 5 | Финишировал, заработав очки                                        |
| Сход | Не финишировал, но при этом заработал очки                         |
| 12 | Финишировал, не получив очков                                      |
| НКЛ | Финишировал, но не попал в финальную классификацию                 |
| 15 | Участвовал вне зачёта, либо по отдельной классификации             |
| 18 | Не финишировал, но попал в финальную классификацию                 |
| Сход | Не финишировал                                                     |
| НКВ | Не прошёл квалификацию                                             |
| НПКВ | Не прошёл предквалификацию                                         |
| ДСК | Дисквалифицирован                                                  |
| ИСК | Исключён из протокола соревнований                                 |
| ТТ | Заявлен для участия только в тренировках                           |
| НС | Участвовал в квалификации, но не стартовал в гонке                 |
| Т | Травмирован или болен                                              |
| ОТК | Отказ от участия                                                   |
| НТР | Прибыл на соревнования, но на трассу не выезжал                    |
| НПР | Был заявлен в числе участников, но не прибыл к началу соревнований |
| О | Соревнования отменены                                              |
| | Не участвовал                                                      |
| Поул-позиция |                                                                    |
| Быстрый круг |                                                                    |

| Год  | Шасси       | Мотор           | Шины | Пилоты  | 1   | 2   | 3   | 4   | 5   | 6   | 7   | 8   | 9   | 10  | 11  | 12  | 13  | 14  | 15  | 16  | 17  | Очки | КК |
| ---- | ----------- | --------------- | ---- | ------- | --- | --- | --- | --- | --- | --- | --- | --- | --- | --- | --- | --- | --- | --- | --- | --- | --- | ---- | -- |
| 1997 | Lola T97/30 | Ford Zetec-R V8 | B    |         | АВС | БРА | АРГ | САН | МОН | ИСП | КАН | ФРА | ВЕЛ | ГЕР | ВЕН | БЕЛ | ИТА | АВТ | ЛЮК | ЯПО | ЕВР | 0    | НК |
| 1997 | Lola T97/30 | Ford Zetec-R V8 | B    | Россет  | НКВ |     |     |     |     |     |     |     |     |     |     |     |     |     |     |     |     | 0    | НК |
| 1997 | Lola T97/30 | Ford Zetec-R V8 | B    | Соспири | НКВ |     |     |     |     |     |     |     |     |     |     |     |     |     |     |     |     | 0    | НК |